# 工藤浩平
工藤 浩平（くどう こうへい、1984年8月28日 - ）は、千葉県市原市出身の元サッカー選手。ポジションはミッドフィールダー。千葉県立姉崎高等学校卒業。元日本代表。

## 来歴
市原市出身で、ジェフユナイテッド市原（現：ジェフユナイテッド千葉）アカデミー出身。1993年市原市立清水谷小学校3年生からつまりJリーグが開幕した年からサッカーを始め、1995年5年生から辰巳台スクールへ入団、2000年市原ユースへ昇格する。ジュニアユース同期に小宮山尊信。工藤の一つ下の弟も市原ユース出身でともにプレーしているが、彼は2001年に交通事故で亡くなっている。ユースでは2001年・2002年のJユースカップ2年連続3位が最高成績。
年代別代表にはU-15からU-20まで続けて選出され、2001年田嶋幸三率いるU-17日本代表として2001 FIFA U-17世界選手権出場、2002年大熊清率いるU-19日本代表としてAFCユース選手権2002に出場したものの2003 FIFAワールドユース選手権出場は叶わなかった。
2003年、トップチームに昇格した。同期入団は、巻誠一郎と楽山孝志。イビチャ・オシムに鍛えられたいわゆる“オシムチルドレン”の一人であるが当時は主にサブであり、レギュラーを掴んだのは2007年アマル・オシムに起用されて以降のことである。2008年千葉の中心選手として活躍、同年には岡田武史率いるサッカー日本代表に初選出されている。2010年、この年からJ2となった千葉においてキャプテンを務めた。
2011年、京都サンガF.C.に完全移籍。移籍早々である同年1月に左膝前十字靭帯損傷により長期離脱、同年9月に復帰した。工藤の復帰後リーグ戦は8勝1敗、天皇杯は4連勝でチームは決勝まで駆け上がった。2012年シーズンは背番号が10番となり、京都の中盤の攻撃の核としてチームを牽引した。J1昇格プレーオフには2012年・2013年と2度出場している。
2015年、サンフレッチェ広島へ完全移籍した（移籍金ゼロ）。広島側は2009年末に一度正式獲得オファーを出しており以降も補強候補としてリストアップしており、今回は2度目のオファーによるものだった。5年ぶりとなるJ1でのプレーで、広島としては退団した髙萩洋次郎の代わりとして期待されたが、柴崎晃誠・ドウグラス・森崎浩司らに加え野津田岳人・浅野拓磨の台頭によりポジション争いで後塵を拝し、ナビスコ杯予選リーグではほぼ出場を果たしたものの、J1リーグ戦では途中出場した6分だけに終わった。
同年6月、出場機会を求めて松本山雅FCへ完全移籍。工藤の年齢を考えた広島側の配慮により移籍金ゼロでの移籍となった。
2018年7月1日にジェフユナイテッド千葉への完全移籍加入が発表された。2020年12月22日、契約満了による退団が発表された。
2021年1月13日に栃木シティFCへ移籍し、2022年シーズンは関東サッカーリーグ1部ベストイレブンに選出された。2023年シーズンには栃木シティの日本フットボールリーグ復帰を見届け、同季を最後に現役を引退した。翌2024年3月16日のJFL第2節・栃木C対枚方（CITY FOOTBALL STATION）のハーフタイムに引退セレモニーが行われた。
2024年シーズンからはジェフユナイテッド千葉のアカデミー（U-12）コーチを務める。

## 個人成績
| 国内大会個人成績 | 国内大会個人成績 | 国内大会個人成績 | 国内大会個人成績 | 国内大会個人成績 | 国内大会個人成績 | 国内大会個人成績 | 国内大会個人成績 | 国内大会個人成績 | 国内大会個人成績 | 国内大会個人成績 | 国内大会個人成績 |
| 年度             | クラブ           | 背番号           | リーグ           | リーグ戦         | リーグ戦         | リーグ杯         | リーグ杯         | オープン杯       | オープン杯       | 期間通算         | 期間通算         |
| 年度             | クラブ           | 背番号           | リーグ           | 出場             | 得点             | 出場             | 得点             | 出場             | 得点             | 出場             | 得点             |
| 日本             | 日本             | 日本             | 日本             | リーグ戦         | リーグ戦         | リーグ杯         | リーグ杯         | 天皇杯           | 天皇杯           | 期間通算         | 期間通算         |
| ---------------- | ---------------- | ---------------- | ---------------- | ---------------- | ---------------- | ---------------- | ---------------- | ---------------- | ---------------- | ---------------- | ---------------- |
| 2003             | 市原/千葉        | 20               | J1               | 2                | 0                | 1                | 0                | 0                | 0                | 3                | 0                |
| 2004             | 市原/千葉        | 20               | J1               | 12               | 1                | 5                | 1                | 0                | 0                | 17               | 2                |
| 2005             | 市原/千葉        | 20               | J1               | 24               | 0                | 8                | 1                | 1                | 1                | 33               | 2                |
| 2006             | 市原/千葉        | 20               | J1               | 10               | 0                | 3                | 0                | 1                | 0                | 14               | 0                |
| 2007             | 市原/千葉        | 20               | J1               | 33               | 4                | 5                | 3                | 1                | 0                | 39               | 7                |
| 2008             | 市原/千葉        | 7                | J1               | 32               | 2                | 7                | 0                | 1                | 0                | 40               | 2                |
| 2009             | 市原/千葉        | 10               | J1               | 32               | 3                | 6                | 0                | 3                | 1                | 41               | 4                |
| 2010             | 市原/千葉        | 10               | J2               | 35               | 2                | -                | -                | 2                | 0                | 37               | 2                |
| 2011             | 京都             | 20               | J2               | 11               | 3                | -                | -                | 6                | 1                | 17               | 4                |
| 2012             | 京都             | 10               | J2               | 42               | 4                | -                | -                | 2                | 1                | 44               | 5                |
| 2013             | 京都             | 10               | J2               | 38               | 2                | -                | -                | 2                | 2                | 40               | 4                |
| 2014             | 京都             | 10               | J2               | 39               | 0                | -                | -                | 2                | 0                | 41               | 0                |
| 2015             | 広島             | 15               | J1               | 1                | 0                | 5                | 0                | -                | -                | 6                | 0                |
| 2015             | 松本             | 23               | J1               | 15               | 1                | -                | -                | 4                | 0                | 19               | 1                |
| 2016             | 松本             | 23               | J2               | 42               | 11               | -                | -                | 1                | 0                | 43               | 11               |
| 2017             | 松本             | 10               | J2               | 41               | 8                | -                | -                | 0                | 0                | 41               | 0                |
| 2018             | 松本             | 10               | J2               | 12               | 0                | -                | -                | 1                | 0                | 13               | 0                |
| 2018             | 千葉             | 22               | J2               | 12               | 0                | -                | -                | 0                | 0                | 12               | 0                |
| 2019             | 千葉             | 22               | J2               | 24               | 1                | -                | -                | 1                | 0                | 25               | 1                |
| 2020             | 千葉             | 22               | J2               | 6                | 0                | -                | -                | -                | -                | 6                | 0                |
| 2021             | 栃木C            | 8                | 関東1部          | 22               | 4                | -                | -                | 1                | 0                | 23               | 4                |
| 2022             | 栃木C            | 8                | 関東1部          | 17               | 0                | -                | -                | -                | -                | 17               | 0                |
| 2023             | 栃木C            | 8                | 関東1部          | 12               | 0                | -                | -                | 0                | 0                | 12               | 0                |
| 通算             | 日本             | 日本             | J1               | 161              | 11               | 40               | 5                | 11               | 2                | 212              | 18               |
| 通算             | 日本             | 日本             | J2               | 302              | 31               | -                | -                | 17               | 4                | 319              | 35               |
| 通算             | 日本             | 日本             | 関東1部          | 51               | 4                | -                | -                | 1                | 0                | 52               | 4                |
| 総通算           | 総通算           | 総通算           | 総通算           | 514              | 46               | 40               | 5                | 29               | 6                | 583              | 57               |

その他の公式戦
- 2012年
  - J1昇格プレーオフ 1試合0得点
- 2013年
  - J1昇格プレーオフ 2試合0得点
- 2016年
  - J1昇格プレーオフ 1試合0得点

その他の国際公式戦
- 2006年
  - A3チャンピオンズカップ 2試合0得点

- 2003年7月16日 - 公式戦初出場 - ナビスコカップ ガンバ大阪戦(市原臨海)
- 2003年11月8日 - Jリーグ Jリーグ初出場 - 京都パープルサンガ戦(西京極)
- 2004年6月18日 - Jリーグ初得点 - ジュビロ磐田戦(ヤマハ)

## タイトル
個人
- Jリーグ月間MVP：1回（2017年9月）

## 出場大会
- 2000年 第9回AFC U-17選手権-詳細
- 2001年 第9回U-17世界選手権-詳細
- 2002年 第36回U-20アジアユース選手権-詳細
- 2005年 第33回トゥーロン国際大会

## 代表歴
- 1999年 U-15日本代表
- 2000年 U-16日本代表
- 2001年 U-17日本代表
- 2002年 U-18日本代表
- 2003年 U-19日本代表
- 2003年 U-20日本代表
- 2005年 U-21日本代表
- 2008年-2009年 日本代表